# Rayman Legends
Rayman Legends — компьютерная игра в жанре платформер из игровой серии Rayman, рассказывающая о приключениях Рэймана и его друзей, является прямым продолжением Rayman Origins. Первоначально игра задумывалась как эксклюзив для Wii U, однако, позднее было принято решение выпустить её и на других ключевых платформах: Microsoft Windows, PlayStation 3 и Xbox 360, а позднее и на PlayStation 4, Xbox One и Nintendo Switch. Rayman Legends была издана 29 августа 2013 года в Австралии, 30 августа в Европе, и 3 сентября в США. Позже, Ubisoft подтвердила информацию о выпуске игры на консолях нового поколения, дата релиза — 25 февраля 2014. Русской локализацией занималась компания «Новый диск» — игра вышла полностью на русском языке.

## Игровой процесс
По сюжету игры, Рэйман, а также его друзья — Глобокс и Малютки беззаботно спали на протяжении целого столетия. За это время ночные кошмары Пузыря-Сновидца выросли в силе и численности, также окреп тёмный маг (который пережил взрыв в Rayman Origins). Мёрфи спешит разбудить друзей и рассказать им тревожные новости: 10 принцесс (в том числе Барбара) и Малютки похищены армией кошмаров. Рэйман и его товарищи намереваются победить коварных тёмных малюток, спасти пленников и освободить свой дом.
Геймплей игры не претерпел существенных изменений — главный герой спасает сказочные миры от наводнивших их кошмаров: вместе с друзьями он скачет по платформам и уворачивается от шипов, собирает люмов, освобождает из заточения малюток и входит в комнаты-испытания для решения остроумных головоломок. Однако, в игре есть много дополнительного контента — многопользовательские испытания, мини-игры и переделанные уровни из Origins (40 штук); в отличие от последней, Legends не обязательно проходить по порядку — все уровни и соревнования изначально доступны из обширного лобби. Разработчики сделали вариативный вариант сложности: начало игры — относительно лёгкое для игрока, но ближе к концу ему приходится очень постараться, чтобы пройти уровень, — не говоря уже о том, чтобы собрать все бонусы, темп происходящего многократно возрастет. Игровой процесс выстроен по определённой схеме: после большого уровня ориентированного на исследование, игроку предлагается динамичный этап с погоней или битву с боссом, в конце каждого мира открывается музыкальный уровень, где все действия надо совершать точно в ритм играющей на фоне композиции, вроде «Black Betty» или «Eye of the Tiger».
Всего в игре шесть глав (пять основных и один бонусный, которые делятся на 120 уровней): «Малютки в опасности» (мир средневековых замков), «История жабы» (мир по сказке «Джек и Бобовое зёрнышко»), «Фиеста мёртвых» (мир еды), «20 000 люмов под водой» (морской мир), «Пик Олимпа» (мир по мотивам мифов Древней Греции) и «Вечеринка живых мертвецов» (бонусный мир), по этому показателю Legends является короче предыдущей части франшизы.

### Кооперативный режим
Одним из самых заметных нововведений Legends стала возможность управлять не только Рэйманом, Глобоксом и Малютками, но и Мёрфи. Раньше он просто летал рядом, а сейчас помогает в прохождении некоторых уровней, передвигая платформы, убирая с пути препятствия и обрезая канаты, на которых подвешены пленники. В версии для Switch, Wii U и PlayStation Vita (можно соединить с PlayStation 3 и PlayStation 4) эпизоды с Мёрфи раскрывают весь кооперативный потенциал игры: им можно управлять с тачскрина, помогая основным игрокам с геймпадами. При прохождении на других платформах или в одиночку ситуация усложняется: в этом случае Мёрфи просто подлетает к ближайшему интерактивному объекту и взаимодействует с ним по команде — игроку нужно лишь успевать нажимать соответствующую кнопку.
Из Origins, в Legends перекочевал локальный кооператив, в нём могут участвовать до четырёх игроков, до пяти — в версии для Wii U и PS Vita с PS3/4, и два игрока в версии для PlayStation Vita без PS3/4. Есть в игре и соревновательный мультиплеерный режим Кунг-фут. Он представляет собой двухмерную вариацию на тему футбола, игроки делятся на 2 команды — выигрывает та которая забьет больше мячей в ворота соперника за определённое время.

## Разработка
Первая информация об игре просочилась в интернет благодаря маркетинговому отчёту, в котором фигурировала следующая информация: в «Rayman Origins 2» появятся драконы, вампиры, призраки, так же в нём вернётся уровень «Вечеринка живых мертвецов» (в оригинале англ. Land of the Living Dead) и ещё нескольких важных вещей франшизы Rayman, в дополнение ко всем особенностям его предшественника. Впоследствии Ubisoft зарегистрировала два интернет-домена: «RaymanLegends.com» и «Rayman-Legends.com». 27 апреля 2012 года в интернете появился первый ролик игры — в нём фигурировали новые персонажи, и содержалась информация об онлайн-мультиплеере. В конце ролика были показаны эксклюзивные функции для консоли Wii U, такие как использование сенсорного экрана. Позже Ubisoft выпустила обращение, в котором подтвердила разработку игры, при этом отметив, что «ролик был задуман как внутристудийное демонстративное видео, и ни в коем случае не представляет финальную версию игры».
Rayman Legends была официально представила на выставке Electronic Entertainment Expo 2012, в демоверсии фигурировал играбельный персонаж по имени Мёрфи. Хотя в Ubisoft подтвердила релиз игры лишь на Wii U, старший менеджер компании Майкл Миколик заявил, что они рассматривают ещё несколько игровых платформ: PS3, Xbox 360 и PC. В трейлере показанном на выставке Gamescom 2012 сообщалось, что игра будет эксклюзивом для Wii U.
Первоначально Rayman Legends предполагалось выпустить 30 ноября 2012 года (в стартовой линейке игр Wii U). Тем не менее 8 октября 2012 года появилась информация, что сроки релиза были сдвинуты. 13 декабря 2012 года демоверсия игры появилась в онлайн-магазине Nintendo eShop. Затем была объявлена новая дата релиза — 26 февраля 2013 года, в итоге она была снова перенесена — на сентябрь 2013 года, это было сделано для того, чтобы выпустить игру одновременно ещё на двух консолях — PlayStation 3 и Xbox 360. Задержка вызвала негодование фанатов, так как разработчики заявили, что версия для Wii U уже готова. Фанаты начали сбор подписей с целью ускорить выход игры, за эту петицию подписались более 11 000 человек. Чтобы успокоить поклонников, представители Ubisoft заявили, что на Wii U будет выпущено ещё одно эксклюзивное демо, которое, однако, поклонники также восприняли негативно. Студия, разрабатывающая игру, также выразила своё негодование из-за задержки. В знак солидарности создатель игры Мишель Ансель сфотографировался с авторами петиции.
В ответ на перенос игры команда разработчиков объявила, что они выпустят специальный онлайновый режим с заданиями (англ. Rayman Legends Challenges) через Nintendo eShop — он был издан 25 апреля 2013 года. Ежедневно в нём появлялись задания основанные на одном из пяти эпизодов игры, также присутствовали списки лидеров. Со временем добавлялись новые уровни, враги и прочие дополнения к этому режиму. По словам генерального директора Ubisoft, из-за низких продаж ZombiU возникла идея создать мультиплатформенную версию Rayman Legends. Разработчики рассматривали вариант использование Xbox SmartGlass, чтобы воссоздать особенности геймпада Wii U на Xbox 360, но этот вариант не оправдал свою функциональность.
С 1 августа 2013 года было объявлено, что владельцы Wii U, которые скачали Rayman Legends Challenges до 28 августа 2013 года, получат эксклюзивный костюм для Рэймана. Предварительные заказы некоторых версий игры позволяли получить либо бонус-персонажа Авелину (прообразом которой стала главная героиня из Assassin's Creed III: Liberation), либо дополнительные костюмы для Рэймана. 7 августа 2013 года были объявлено о двух эксклюзивных костюмах для версии Wii U: костюм Марио для Рэймана и костюм Луиджи на Глобокса. Игра была сделана на движке Ubi Art Framework — усовершенствованной версии из Origins. Среди его особенностей: новая динамическая система освещения, которая подсвечивает силуэты персонажей на основе текущего бэкграунда, и бесшовная интеграция 3D-элементов в 2D-среду, которая позволяет лучше интегрировать смоделированных в 3D-боссов и монстров.
23 августа было выпущено приложение Rayman Legends Musical Beatbox для устройств на iOS и Android. С помощью него можно было создавать свои собственные песни с нуля или переделывать музыку из трёх игровых уровней: «Малютки в опасности», «20 000 люмов под водой» и «Фиеста мёртвых». 28 августа 2013 года представители Ubisoft объявили, что выход европейской версии игры для PlayStation Vita будет задержан до 12 сентября 2013 года. 7 ноября 2013 года состоялся релиз игры Rayman Fiesta Run (основанной на визуальном стиле Rayman Legends). Её разработала компания Pastagames — под управлением iOS и Android. Сама игра являлась продолжением Rayman Jungle Run. Rayman Legends была выпущена на консолях нового поколения (PS4 и Xbox One) в начале 2014 года. Игра содержит улучшенные характеристики: в ней используются текстуры с увеличенным разрешением, также сократилось время загрузки между уровнями. В сентябре 2017-го платформер вышел на Nintendo Switch с подзаголовком Definitive Edition.
В мае 2018 года Rayman Legends стала временно бесплатной игрой месяца на PlayStation 4, доступной по подписке PlayStation Plus. В 2020 году Ubisoft бесплатно раздали платформер на своём веб-сайте во время пандемии COVID-19 в рамках акции «Play Your Part, Play At Home».

## Отзывы прессы
| Сводный рейтинг       | Сводный рейтинг                                                                                            |
| Агрегатор             | Оценка |
| --------------------- | --- |
| GameRankings          | (Wii U) 93,00 % (PS3) 91,81 % (PC) 90,00 % (X360) 88,88 % (Vita) 83,33 % (PS4) 90,45 % (NS) 81,50 %        |
| Metacritic            | (PS3) 91/100 (Wii U) 91/100 (X360) 90/100 (PC) 88/100 (Vita) 87/100 (PS4) 90/100 (XONE) 91/100 (NS) 84/100 |
| Иноязычные издания    | |
| Издание               | Оценка |
| Edge                  | 9/10 |
| GameSpot              | 9,0/10 |
| GamesRadar+           | [ 51 ] |
| GameTrailers          | 9,1/10 |
| IGN                   | 9,5/10 |
| Nintendo Life         | 9/10 |
| PC Gamer (US)         | 9/10 |
| Polygon               | 8,5/10 |
| Русскоязычные издания | |
| Издание               | Оценка |
| 3DNews                | 9/10 |
| Absolute Games        | 90 % |
| Gameplay              | 10/10 |
| Gametech              | 8/10 |
| GoHa.Ru               | 10/10 |
| «IGN Россия»          | 8/10 |
| StopGame.ru           | «Изумительно»                                                                                              |
| «Игромания»           | 9/10 |
| «Игры Mail.ru»        | 9/10 |
| «Мир фантастики»      | 9/10 |
| «НИМ»                 | 9/10 |

Игра получила восторженные отзывы от игровых изданий — отмечалось удачное развитие идей предыдущей игры, средний балл на сайте Metacritic — больше 90 %.
Журнал «Игромания» назвал Rayman Legends «Платформером года» (2013) и оценил игру в 9 баллов из 10, подытожив: «Rayman Legends лишний раз подтверждает, что игры с двумерной графикой живее всех живых. Её легко можно назвать одной из красивейших в истории и не ошибиться… Мишель Ансель и компания объединили старый как мир жанр и современную школу геймдизайна, и получилась у них одна из самых приятных игр на свете. Второй раз подряд!».
Портал Игры@mail.ru, также поставил игре 9 баллов, отметив в своей рецензии: «Имея на руках такой солидный исходный материал, как „Rayman Origins“, Ubisoft Montpellier не стала изобретать колесо и придумывать что-то кардинально новое: французы не только сохранили все достоинства оригинала, но многократно приумножили их. В итоге, „Rayman Legends“ может по праву считаться одним из лучших представителей жанра, вполне встающим в один ряд с Super Mario Bros., Super Meat Boy и Sonic».
Рецензент сайта GameTech похвалил богатый контент игры: «Legends содержит просто неприличное количество контента, включая персонажей с их ужимками, разнообразные уровни, секретные локации и просто забавные бонусы. Пока все откроешь, пройдет немало времени. Правда, доступ к некоторым уровням зависит от удачи, а серьезных испытаний игра не предлагает. Но если вы хотите просто расслабиться в компании милых созданий, то Legends не разочарует». Сайт Absolute Games поставил игре 90 %, назвав её «эталоном жанра».
Портал StopGame.ru поставил игре высший бал, отметив: «В ней есть все и для всех: хардкор, волшебная анимация и стилистика, убийственно веселый кооператив, лучшая половина уровней прошлой части, ежедневно обновляющиеся соревнования и расслабляющий геймплей, если вам такого захочется. По количеству содержимого с игрой может тягаться только что-нибудь про Марио (а в это большинство игроков все равно играть никогда не будет), ну а по качеству визуального ряда „Рэйману“ вообще нет равных». Также, аркада получила высшую оценку от сайта Gameguru, автор статьи подытожил: «Яркий дизайн, комичные персонажи, увлекательный игровой процесс и просто неприличное количество различных дополнительных материалов. Rayman Legends идеальна. Нет, правда, так оно и есть».
Rayman Legends получила 88 баллов из 100 от сайта BestGamer, рецензент написал следующее: «Rayman Legends потрясающе выглядит, а механика — отточена до зеркального блеска. Динамика, яркая картинка, море юмора и огромное количество контента: все это на долгие вечера прикует вас к экранам мониторов и телевизоров. Официально заявляем — перед нами идеальная классическая аркада». А сайт GameMAG поставил игре 90 баллов, охарактеризовав её так: «Rayman Legends — это одно из лучших платформенных приключений на рынке, которое ни в коем случае нельзя пропускать вне зависимости от того, на какой приставке вы играете».

### Продажи
Несмотря на то, что Legends превзошла Origins в первую неделю международных продаж, а версия для Wii U стала наиболее продаваемой, редактор сайта Eurogamer заявил, что игра не оправдала ожиданий издателя по продажам. По состоянию на ноябрь 2013 года, число проданных копий приближалось к миллиону. В начале ноября следующего года представители Ubisoft сообщили, что Rayman Legends «хорошо продаётся» и «вносит свой вклад в доходы компании».